# Santa Coloma de Gramenet
Santa Coloma de Gramanet (in catalano è ufficialmente: Santa Coloma de Gramenet [ˈsantə kuˈɫomə ðə ɣɾəməˈnɛt]), chiamata Gramanet del Besós dal 1937 fino alla fine della guerra civile spagnola, è un comune spagnolo situato nella provincia di Barcellona, Catalogna. Appartiene alla regione del Barcelonés. È la settima città più popolata della provincia di Barcellona, la nona in Catalogna e la cinquantacinquesima in Spagna.
Lo stemma della città è una colomba.

## Geografia
Santa Coloma de Gramanet è situato ad est del Besòs (fiume catalano), tra la Serralada de Marina e il piano Badalona.
Confina a nord con il comune di Montcada i Reixac, a sud con quello di Sant Adrià de Besòs, a est con quello di Badalona e ad ovest con quello di Barcellona. Da Plaza de la Vila de Santa Coloma alla Plaza de Cataluña a Barcellona ci sono solo 9 km.
La topografia del comune è piuttosto aspra. Perpendicolari al fiume Besòs ci sono tre catene montuose completamente o parzialmente urbanizzate da nord a sud: la Sierra de San Mateo (che fa parte della Sierra de Marina), la Sierra de les Mosques d'Ase (chiamata anche Montserrat dels Pobres) e la Sierra d'en Mena. Queste tre catene montuose formano tra loro due valli (dove un tempo scorrevano i loro torrenti): la valle della Carcereña (o valle Pallaresa) e la valle del Sistrells.
Il punto più alto del comune è l'antico abitato iberico di Puig Castellar oggi sito archeologico, a 303 metri sul livello del mare.

## Storia
Vari reperti archeologici del Neolitico e dell'Eneolitico, scoperti nell'area di Santa Coloma de Gramanet, rivelano la presenza di raggruppamenti umani almeno a partire dal 3500 a.C.. Sembra che tra il X e il VI secolo a.C. la zona sia stata interessata da diverse migrazioni dal nord che confluirono poco tempo dopo nell'insediamento della tribù iberica dei Layetanos, stabilitasi nel VI o V secolo a.C. a Puig Castellar, all'estremo nord dell'attuale comune. Occuparono l'intera fascia costiera da Sitges a Blanes e la loro cultura sopravvisse fino a quando il forte impatto della conquista romana (III secolo a.C.) segnò l'inizio della loro progressiva estinzione. Il centro abitato di Puig Castellar fu probabilmente abbandonato all'inizio del II secolo a.C..
Pochissimo si sa dell'epoca romana e visigota. Pare che esistessero diversi villaggi sparsi nella valle, nei pressi del Besós, fortemente influenzati dalle città vicine: Baetulo (Badalona), attiva fino al II secolo d.C., e Barcino (Barcellona).
Dopo l'invasione saracena la zona subì un importante calo demografico, ma a partire dal IX secolo iniziò il ripopolamento. I nuovi coloni, provenienti dal nord, dovevano conoscere la tradizione del martirio di Santa Coloma (santa Colomba di Sens, una diciassettenne martirizzata in Gallia nel 274, durante la persecuzione di Aureliano) ed è probabile che a lei fosse dedicata una chiesa preromanica, distrutta da Almanzor nel 985. Nello stesso luogo fu costruito un tempio romanico, documentato dal 1019, che sopravvisse come chiesa parrocchiale per più di sette secoli. Attorno a questa chiesa iniziò a formarsi il primo nucleo urbano, che coesisteva con alcuni vecchi casali. Questa ipotesi sull'origine del toponimo "Coloma", difesa dallo storico locale Joan Vilaseca Segalés, contrasta con quella supportata da altre fonti secondo cui "Coloma" sarebbe il risultato dell'evoluzione della parola latina "columbarium", nome che i Romani davano al luogo dove venivano deposte le urne con i resti cremati dei cadaveri. La sistematica cristianizzazione dei nomi "pagani" operata dal potere della Chiesa cattolica avrebbe poi portato all'aggiunta di "Santa", secondo una prassi comune della toponomastica.
Nel 1966 Víctor Jove Minguillón (sindaco di Santa Coloma de Gramanet dal 2 ottobre 1959 all'11 giugno 1965) fu incarcerato con l'accusa di aver raccolto tangenti per la concessione di licenze.
Nel 2013 Santa Coloma è entrata a far parte della Red de Municipios por la Tercera República, diventando il Comune più popoloso della stessa fino all'incorporazione di Parla nel 2016. Nel medesimo anno sono state rinvenute delle sorgenti termali sotterranee nel quartiere Fondo.

## Luoghi di interesse

### Municipio e Plaza de la Villa
La Plaza de la Villa risale alla fine degli anni '90 del secolo XIX e sorge nelle terre della fattoria scomparsa di Can Pascali.
Il primo nucleo di edifici, noto come Casa de la Villa o Municipio Nuovo, data del 1886, e consisteva negli uffici del governo municipale, in un tribunale-prigione e una scuola.

### Iglesia Mayor de Santa Coloma
Questa chiesa, dedicata a Colomba di Sens, fu costruita tra il 26 maggio 1912, quando fu posta la prima pietra, e il 5 settembre 1915, quando fu inaugurata. È uno degli ultimi edifici neogotici costruiti in Catalogna tra la fine del XIX e l'inizio del XX secolo, e presenta una libera reinterpretazione del gotico medievale.
Sulla facciata esterna, la Vergine di Montserrat è raffigurata su una finestra a sesto acuto. Il campanile ottagonale di media altezza è sormontato da un pinnacolo conico di piastrelle nere che ricorda il Nord Europa. Troviamo, allo stesso tempo, alcuni dettagli del Modernismo catalano dell'epoca, come l'ornamento che circonda la parte superiore del campanile basato su merli a punta e croci greche. Una caratteristica notevole dell'intero esterno è la sua verticalità che gli conferisce un'aria "trascendente".
L'interno presenta un soffitto a cassettoni che ricorda il soffitto della cappella di Santa Ágata a Barcellona. È uno scaglionamento di travi di legno che forma caselle rettangolari. Non manca neppure la traccia del movimento modernista, che si riflette nell'accostamento di pietra artificiale e mattone a vista e nell'ornamento portato dai due capitelli - uno inferiore e uno superiore - che sorreggono ciascuna colonna.

#### Architetti e costruzione
Il tempio è stato progettato e le sue opere, in parte, dirette da Francesc d'Assís Berenguer i Mestres, stretto collaboratore del grande Gaudí con il quale ha lavorato per ventisette anni. Poiché Berenguer non aveva il titolo di architetto, il progetto è stato firmato da Miquel Pascual i Tintorer. Pare che abbia assunto la direzione dei lavori quando morì improvvisamente a Berenguer nel 1914, all'età di quarantasette anni. La costruzione è stata sostenuta da un lascito di Mn. Jaume Gordi che era il figlio del popolo ed era morto pochi anni prima.
Una pala d'altare che si trovava nell'altare maggiore fu distrutta nei primi giorni della guerra civile del 1936-1939. Dopo aver provato varie soluzioni per vestire la nudità lasciata dall'assenza di questa pala d'altare, è stato costruito il paravento in ceramica che si vede oggi, opera di Ricardo Altés. È stato inaugurato nel 1990 in occasione del 75º anniversario dell'inaugurazione del tempio.

#### Vetro colorato
Le finestre nella parte superiore dell'abside sono state dotate di sette vetrate colorate. Devi osservare i tre al centro, realizzati dal fumettista Pere Cánovas e dal vetraio Francisco Queixalós che offrono una ricca diversità di colori.
Quello centrale rappresenta Santa Colona (Patrona) con i suoi leggendari emblemi (l'orso, il fuoco e la pioggia, la colomba e la Bibbia).
Quella di sinistra riproduce i segni storici del paese di Colomense durante il suo lungo periodo rurale (la Torre Pallaresa, la Torre Balldovina, il Puig Castellar, "la Chiesa Vecchia" e i prodotti agricoli più tipici di cui vivevano i contadini locali). a destra sono visibili i due edifici più emblematici dell'attuale città (il Palazzo Comunale e la chiesa di Santa Coloma).
Inoltre, il colore blu che decora la parte inferiore delle due vetrate - "rurale" e "urbano" - evoca il fiume Besós presente in tutte le epoche.

### L'immagine della santa patrona della città, Santa Coloma Mártir
A destra dell'altare maggiore si trova l'immagine della santa patrona della città, Santa Coloma Mártir, originale del XV secolo. Il suo volto fu danneggiato da un incendio nel luglio 1936 provocato dalla parte repubblicana e, in seguito, fu ricostruito con un aspetto leggermente diverso da quello precedente.

### La canonica
Accanto al tempio si trova la canonica, di stile gotico molto austero, quasi archeologico, ornata da una serie di finestre merlate e, allo stesso tempo, da una certa asimmetria che le conferisce, nel suo rigore, una lieve aria di stile modernista.

### Parrocchia di San José Oriol
L'attuale chiesa di Sant Josep Oriol occupa lo stesso sito della chiesa romanica originaria dell'XI secolo, sostituita nel 1761 da un nuovo tempio barocco, distrutto nel 1936. Dell'attuale edificio, l'elemento più notevole è il presbiterio, decorato dal artista Grau Garriga, e che è presieduto da un imponente arazzo di cotone a forma di agnello Esquix, che simboleggia Gesù Cristo.

### El poblado ibérico del Puig Castellar
Articolo principale: Puig Castellar
La città iberica si trova nella parte superiore del Puig Castellar, a 303 m di altezza. Sono i resti di un villaggio di una tribù Laietana, fondata nel VI secolo a.C. C. e che durò fino al III secolo a.C. C. o II a. C, precisamente con l'arrivo dei romani nelle terre.
Il paese era di medie dimensioni, essenzialmente dedito all'agricoltura e all'allevamento, anche se tracce ritrovate confermano l'attività commerciale con civiltà straniere come quella greca o quella cartaginese. La struttura del paese è ellittica, con tre strade longitudinali e una superficie di circa 4000 mq, che si stima siano una trentina di edifici e una popolazione di circa 200 abitanti. Per la sua difesa e sicurezza, la città era circondata da un muro.
La città fu scoperta nel 1902 da Ferran de Sagarra, che fece i primi scavi e ritrovamenti, ceduti all'Istituto di studi catalani. I lavori furono proseguiti da Serra-Ràfols e successivamente dal centro escursionistico Puig Castellar. Attualmente la maggior parte degli oggetti scoperti si trovano nel Museo Torre Balldovina.
Per recuperare il patrimonio storico, dal 2007 si celebra in città il Festival Iberico. Tra le attività, spiccano le rappresentazioni della vita quotidiana degli iberici.

### La Torre Pallaresa
La Torre Pallaresa è uno degli edifici più rappresentativi dell'architettura catalana del Cinquecento, dichiarato monumento storico-artistico di interesse nazionale nel 1931. Si trova alle porte della città, nella valle di Carcereny.
Gli storici datano le sue origini intorno all'alto medioevo. Successivamente, alla fine del XIV secolo, passò dalla famiglia Carcereny nelle mani di Jaume Pallarès (da cui il nome). Tuttavia, nel 1520 la vedova di Pallarès lo vendette alla famiglia Cardona. Quest'ultimo ha trasformato la vecchia casa dandole l'aspetto attuale.
La struttura dell'edificio è di impianto gotico con sovrastante un loggiato soleggiato e due torri laterali di altezza diseguale coronate anch'esse da una galleria. La decorazione dell'edificio mescola il gotico con elementi rinascimentali (busti, medaglioni, motivi floreali, ecc.), Dove spiccano il portale principale e il patio interno.

### Can Roig i Torres
Situato nel centro storico, è considerato l'edificio più emblematico di tutti gli edifici colomiani dell'inizio del secolo. Fu costruito tra il 1910 e il 1913 su iniziativa di Rafael Roig y Torres e vinse il premio del Comune di Barcellona e del Consiglio provinciale. La struttura della casa è a forma di V e al centro si innalza una torre centrale più alta coronata da un pinnacolo. L'edificio mescola elementi modernisti e noucentisti.
Per anni ha avuto diversi utilizzi: ospedale durante la Guerra Civile Spagnola, sede della Falange, scuola e, una volta acquisita dal Concistoro, sede della Scuola Comunale di Musica. Nel 2007 è stato inaugurato il nuovo Auditorium Comunale nel seminterrato dell'edificio.

### Can Mariner
Can Mariner è una casa di campagna del XVIII secolo con aggiunte successive. Il suo nome deriva dal suo proprietario del 19 ° secolo, Francisco Salvatella, detto il Marinaio.
È costituito da un corpo centrale con un piano terra e un primo piano e una torre a tre piani, con finestre distribuite in modo asimmetrico.

### Mas Fonollar
Questo casale è stato costruito prima del XIV secolo ed era il centro di un patrimonio agricolo. Il suo nome deriva dai suoi maestri del XIX secolo, i Funullà o Fonollar. L'edificio è una tipica casa colonica catalana con un piano terra e un piano superiore con tetto a doppia falda.
La fattoria è stata ristrutturata nel 1982 e trasformata in un Centro Risorse per i Giovani. Nel 2005 ha subito un incendio, quindi è stato chiuso e ristrutturato un anno dopo.

### Can Sisteré
Casal edificata nell'Ottocento come residenza estiva seguendo la tipologia di una torre residenziale isolata e circondata da un giardino. Oggi è un centro culturale.

### Recinto Torribera
Il complesso si trova sui terreni dell'agriturismo Torribera, situato nella valle di Carcereny. Nel 1916, la Diputación de Barcelona acquisì queste terre per costruire un sanatorio mentale, ancora in vigore. Vivono circa 2000 persone.
Il progetto è stato realizzato dagli architetti Josep Maria Pericas e Rafael Masó secondo i valori noucentisti. Si compone di cinque padiglioni isolati, la porta e la casa del regista. Il complesso è concepito come una città giardino strutturata secondo la topografia del terreno. Successivamente sono stati aggiunti padiglioni in stile completamente diverso. Inoltre, oggi è anche un campus universitario con sede dell'Università di Barcellona, dell'Università Autonoma di Barcellona e dell'UNED.

#### Iglesia de Torribera
È una cappella neoromanico, con campanile poligonale coronato da un pinnacolo grazia.

### La Torre Balldovina
Fu costruito tra il X e l'XI secolo a scopo di sorveglianza e protezione del territorio. Sembra documentato nell'anno 1020 come Turris Baldoví. Tra il XIII e il XIV secolo perse il suo carattere militare e si aggiunsero nuove dipendenze residenziali e agricole. Tuttavia, la grande trasformazione dell'edificio è stata effettuata nel XVIII secolo per mano della famiglia Segarra. È stato trasformato in una residenza nobiliare al piano terra, a due piani, con un'ala perpendicolare in stile modernista aggiunta tra il 1914 e il 1918.
Con i primi ritrovamenti di ceramica iberica situati sulle pendici del Puig Castellar nel 1902, inizia la storia dell'attuale Museo. Nel 1986 il Comune ha designato la Torre Balldovina come sede del Museo Municipale dedicato alla salvaguardia e alla diffusione del patrimonio culturale e naturale della città.
Tra le collezioni che compongono la collezione del Museo con riferimento alla storia di Santa Coloma, vale la pena evidenziare i materiali iberici della città di Puig Castellar e l'insediamento di Can Calvet, nonché i materiali medievali del "Molí d'en Ribé "e il" Mas Fonollar ", oltre agli oggetti che testimoniano la vita agricola della campagna di Santa Coloma.

#### Singularidad
La Torre Balldovina è l'unico edificio romanico nel nord di Barcelonés rimasto intatto fino ad oggi.
Durante il XV secolo l'intero Paese fu devastato da catastrofi naturali (epidemie, terremoti ...), incursioni della pirateria turca e guerre interne, che sconvolse anche la vita pacifica dei contadini colombiani e li costrinsero a pagare pesanti tasse. Durante la guerra civile del 1462-1472 che re Giovanni II affrontò con la Generalitat, ci fu un'importante battaglia vicino alla Torre Balldovina (26 novembre 1471). Secondo la cronaca, il principe Fernando, figlio di Juan II, aveva trenta cavalieri imprigionati nella torre. Per liberarli, la Generalitat inviò 150 cavalieri con 4.000 uomini in piedi, duramente sconfitti, preludio alla definitiva capitolazione che, un anno dopo, pose fine alla guerra.

### Ponte dei Besòs
Nel 1913 iniziò la costruzione del ponte sul Besòs, fondamentale per la comunicazione con Barcellona attraverso San Andrés, e iniziò la nuova chiesa di Santa Coloma. La popolazione ha continuato ad aumentare durante la prima metà del XX secolo, raggiungendo 15.281 abitanti nel 1950, raddoppiati dieci anni dopo. Durante i decenni degli anni Sessanta e Settanta, il processo di immigrazione ha acquisito proporzioni esplosive e il censimento è passato da 32.000 a 140.000 abitanti in soli vent'anni, la maggioranza proveniente dall'Andalusia e dall'Estremadura. Questo fenomeno provoca la comparsa di nuovi quartieri sparsi nel territorio comunale, caratterizzati da un'urbanistica caotica, frutto di speculazioni e improvvisazioni. Con l'arrivo della democrazia inizia un periodo di raddrizzamento e trasformazione che ha fornito alla città tutti i tipi di servizi e ha migliorato notevolmente le comunicazioni, soprattutto con la costruzione di nuovi ponti sul Besòs e l'arrivo della Metropolitana.

### Ermita de Sant Climent
Si trova sulla collina dell'Ermitas, sulla sommità di una collina, al confine con il termine Montcada i Reixac. Vi si può accedere da un sentiero da Puig Castellar.
Ha pianta rettangolare, con testa semicircolare, coperta da volta a botte esternamente rivestita di coppi. La porta è rettangolare, con architrave in legno. La facciata è dominata da un campanile in mattoni.

### Ermita de Sant Onofre
L'eremo di San Onofre, nella Catena Costiera nel comune di Santa Coloma de Gramanet, nella Loma de las Ermitas. È raggiungibile dal sentiero che parte dal Coll de Vallensana o da quello che passa per il Coll de Puig Castellar, da Santa Coloma de Gramanet. Ha pianta rettangolare, abside dritta e copertura a capanna. Il portale è voussoir, punta tonda. C'è una finestra semicircolare decorata sulla facciata e una più semplice sulla testata del letto.

## Economia
Il settore terziario è il più presente in città con il 78,12% delle licenze comunali, la stragrande maggioranza all'interno del settore del commercio e del restauro. Santa Coloma dispone di una vasta rete commerciale di oltre 1000 negozi.

## Feste locali

### Festival
Santa Coloma de Gramanet ha due festival principali:
- Il Summer Festival si tiene all'inizio di settembre. Questo festival è nato nel XIX secolo quando Santa Coloma de Gramanet è diventata una località estiva.
- Il Winter Festival si celebra nel periodo natalizio, il 31 dicembre è il giorno principale del festival. È una festa incentrata sulla santa patrona, Santa Coloma.

Allo stesso modo, la maggior parte dei quartieri della città organizza i propri festival principali.

### Altre feste popolari
Sono quelli che vengono organizzati dalle persone con la collaborazione economica del Comune di Colomense o che semplicemente si svolgono in città.

### Processioni religiose
- In ottobre c'è la Processione di Nostra Signora María Santísima del Pilar, organizzata dalla Casa de Aragón, la Virgen del Pilar lascia la Casa de Aragón in direzione della Chiesa Madre dove si celebra la Messa Baturra intorno alle 13:00 in suo onore. Durante la Processione per le strade si sentono i suoni di bandurrias, chitarre e nacchere accompagnati dalle voci di tutti i nostri membri al suono delle jotas. Dopo la Messa, viene fatta un'offerta floreale alla Madonna del Pilar e alla Nostra Patrona Santa Coloma Mártir. È un corteo di grande affluenza di partner, amici o curiosi. È accompagnato musicalmente dalla Band of Drums and Drums della House of Aragon
- Processione di María Santísima de Guadalupe organizzata dalla Casa Regionale dell'Estremadura a Santa Coloma de Gramanet. Questa processione è organizzata il 12 ottobre, giorno ispanico, poiché la Vergine di Guadalupe è la santa patrona. La Vergine di Guadalupe lascia l'entità che si trova in Calle San Ignacio, 34. L'orario di partenza è intorno alle 11:30 o alle 12. Questa processione percorre varie vie della città fino a raggiungere l'Iglesia Mayor dove viene eseguita una tipica messa dell'Estremadura, con i suoi canti e i suoi strumenti tipici della terra, che Il coro dell'entità chiamata "Miajón de los Castuos" le suona e le canta. L'intaglio di Nostra Signora María Santísima de Guadalupe è un piccolo intaglio ma con grande fervore tra membri e connazionali che vengono da molte parti della Catalogna per questa messa.
- La domenica si svolge la processione del Corpus Domini seguita dal giorno del Corpus Domini, le strade sono adornate di tappeti floreali, mentre le campane suonano, lasciando il posto al Santissimo Sacramento tra la gente. Lascia la Parrocchia di San Juan Bautista nel quartiere Fondo intorno alle 18:45 accompagnati da donne vestite di mantiglia bianca e con candele e termina intorno alle 20:30 o alle 21:00 prima della fine della Processione, si lasciano andare Colomba bianca. È la processione del Corpus Domini più lunga dell'intera provincia di Barcellona
- Processione della Pura e Pulita Concepción de María, parte alla vigilia dell'8 dicembre dalla Parrocchia di San Juan Bautista del Fondo, accompagnata da preghiere e canti in tutto il quartiere e la città, è accompagnata da marce processionali interpretate da una Banda Musicale , all'uscita e all'ingresso si suona l'inno nazionale.

## Architettura contemporanea
Negli ultimi anni, Santa Coloma de Gramanet è cambiata in modo significativo, scommettendo sull'integrazione di nuovi edifici pubblici e privati progettati da prestigiosi architetti. Lo studio di architettura di Barcellona Alonso & Balaguer Arquitectos Asociados, che collabora con Richard Rogers nel futuro centro commerciale Arenas Plaza, è l'autore del centro sportivo comunale "Duet Sports" che si distingue per la sua grafica e colore, un blocco di alloggi ufficialmente protetti e del progetto di edilizia abitativa per i soggetti colpiti da un'esplosione di gas nel quartiere Fondo. Recentemente sono stati inaugurati i nuovi tribunali progettati dallo studio BitSCP (Joan Tarrús e Jordi Bosch), visibili dall'incrocio della Trinità, così come un complesso residenziale, un hotel e un centro commerciale per mano degli architetti catalani Robert ed Esteve Terradas (Cosmocaixa), e il portoghese Eduardo Souto de Moura, autore dello Stadio Municipale di Braga, opera che gli è valsa una FAD di architettura. Lo studio Pich-Aguilera è dietro una multi-attrezzatura che comprende il mercato ristrutturato, una biblioteca e il primo asilo nido nel quartiere Fondo della città di Colom. E, infine, Patxi Mangado (architetto navarrese che lavora nel Palacio de Congresos de Palma de Mallorca) sarà anche autore di diversi edifici di alloggi ufficialmente protetti. Con tutto ciò, la proiezione urbana della città viene notevolmente aggiornata, perché è allo stesso livello di molte altre città, con grattacieli e altre attrezzature modernizzate.
È allo studio l'installazione del filobus bi-articolato Neoplan N6321 Electroliner per collegare Santa Coloma de Gramanet con San Martín de Provensals.

## Amministrazione

### Gemellaggi
- Cogoleto, (Italia)
- Kilmarnock, (Regno Unito)
- Huelma, (Jaén), (Spagna)
- Cabra, (Córdoba), (Spagna)
- Alès, (Francia)
- Telavi, (Georgia)

Inoltre partecipa alla rete Columba, gemellaggio multilaterale con i Santas Colomas

## Sport

### Calcio
- Unió Esportiva Atlètica Gramenet, società calcistica fondata nel 1923
- Fundació Esportiva Grama, società calcistica fondata nel 2013
- Singuerlin Club de Futbol, società calcistica fondata nel 1955
- Arrabal Calaf de Gramenet

### Calcio a 5
- Catgas Energia Santa Coloma, fondata nel 1975
- F.S.Ràpid Santa Coloma
- F.S. Ferran de Sagarra

### Pallacanestro
- Club Bàsquet Santa Coloma
- Gramenet Basquebol